# Chelsey Crisp
Chelsey Crisp,, née le 5 juin 1983 à  Phoenix, Arizona est une actrice et écrivaine américaine. Elle est surtout connue pour son rôle de Honey dans la sitcom télévisée d'ABC Bienvenue chez les Huang.

## Jeunesse
Crisp est née en 1983 et a grandi à Phoenix, en Arizona, où elle a commencé à jouer dans le théâtre communautaire. Elle est diplômée du lycée Agua Fria.
Elle a fréquenté l'American Academy of Dramatic Arts de 2001 à 2003. Après avoir obtenu son diplôme, elle a étudié Shakespeare au programme Midsummer in Oxford de la British American Dramatic Academy.

## Carrière
Elle a fait ses débuts à la télévision dans Scare Tactics (2004) et son premier rôle principal dans un film était dans Dr. Chopper (2005). Elle a ensuite été invitée dans The Office, CSI: Miami, Journeyman, Better off Ted, Happy Endings, Rizzoli & Isles, Mike & Molly et New Girl, entre autres. Crisp a également joué le rôle de Chloé, l'une des participantes à la simulation de jeu de téléréalité, The Joe Schmo Show. Elle a fait ses débuts à la télévision dans Scare Tactics (2004) et son premier rôle principal dans un film était dans Dr. Chopper (2005). 
Elle a ensuite été invitée dans The Office, CSI: Miami, Journeyman, Better of Ted, Happy Endings, Rizzoli & Isles, Mike & Molly et New Girl, entre autres. Crisp a également joué le rôle de Chloé, l'une des participantes à la simulation de jeu de téléréalité, The Joe Schmo Show.
Crisp a joué dans la série comique d'ABC Fresh Off the Boat en tant que voisin de la famille Huang, Honey. Fresh off the Boat s'inspire de la vie du chef et personnalité culinaire Eddie Huang et de son livre Fresh Off the Boat : A Memoir. Le 12 mai 2017, ABC a renouvelé la série pour une quatrième saison.
Crisp a joué des rôles dans les films Reconciliation (2009), Bleed (2016) et The 60 Yard Line (2016). Elle a interprété Jesse dans le film de comédie romantique à thème chrétien In-Lawfully Yours (2016). Le film est centré sur Jesse, joué par Crisp, qui aide gracieusement sa belle-mère récemment veuve.
Crisp est le directeur artistique et membre de l'équipe de comédie Duchess Riot, formée en 2011, qui réalise des comédies d'improvisation et de sketch.

## Vie privée
Chelsey Crisp est mariée au scénariste Rhett Reese depuis 2016. Ils résident à Los Angeles.

## Filmographie

### Cinéma
- 2005 : Dr. Chopper : Jessica
- 2008 : An American Stardard
- 2009 : Reconciliation : Sarah Taylor
- 2011 : Nitly Lessons for a Swell Life : AD
- 2012 : Madchen : Jenn
- 2013 : Chicken Suit : Riley
- 2014 : 10 Things I Hate About Life : Willow's Mom
- 2016 : Bleed : Sarah
- 2016 : The 60 Yard Line : Jody Johnson
- 2016 : In-Lawfully Yours : Jesse
- 2017 : The Outdoorsman : Kelsie
- 2017 : Sludge : Emma
- 2018 : Surviving Theater 9 : Megan
- 2018 : Life with Dog : Zoey

### Télévision
- 2004 : Scare Tactics
- 2006 : Extra
- 2006 : Why Can't I Be You?
- 2006 : Threshold
- 2006 : The Office
- 2007 : CSI: Miami
- 2007 : Journeyman
- 2008 : NCIS
- 2009 : Better Off Ted
- 2010 : Desire and Deceit
- 2011 : McCracken Live!
- 2012 : Adopting Terror
- 2012 : Happy Endings
- 2012 : Rizzoli & Isles
- 2013 : We Are Men
- 2013 : Mike & Molly
- 2013 : The Joe Schmo Show
- 2013 : #Instafamous
- 2013 : Couchers
- 2013 : New Girl
- 2013 : Marvin Marvin
- 2014 : Rake
- 2014 : A to Z
- 2014 : Adult All Girl Sexy Sleep Over Party
- 2015 : The Grinder
- 2015 : What's Your Emergency
- 2015 : The League
- 2015–2020 : Fresh Off the Boat
- 2021 : CSI: Vegas